# 무대

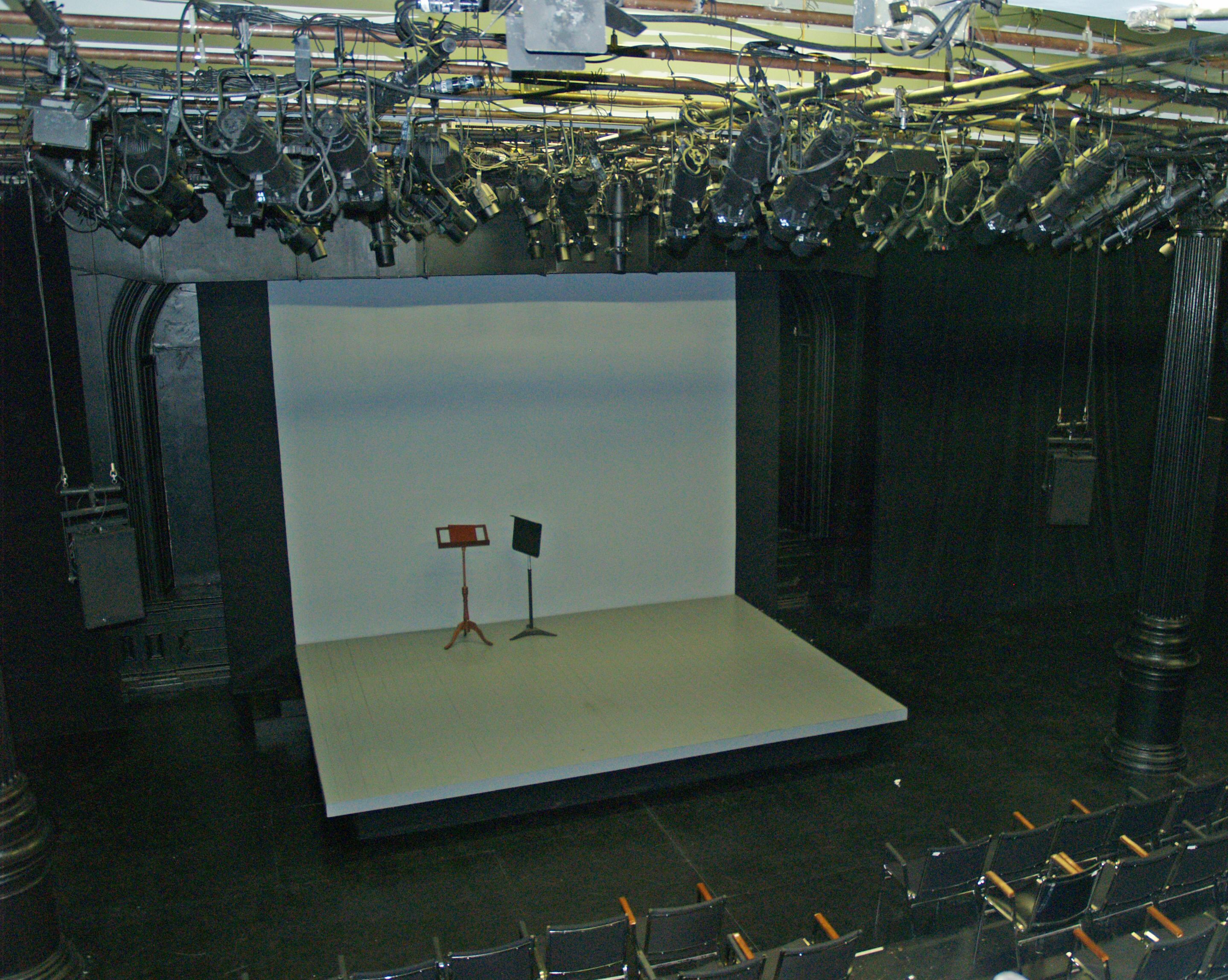
무대

무대(舞臺)는 놀이와 춤, 연예 등 무대 예술을 연기하기 위한 일정한 공간이다.

## 같이 보기
- 연극
- 신극